# Århus

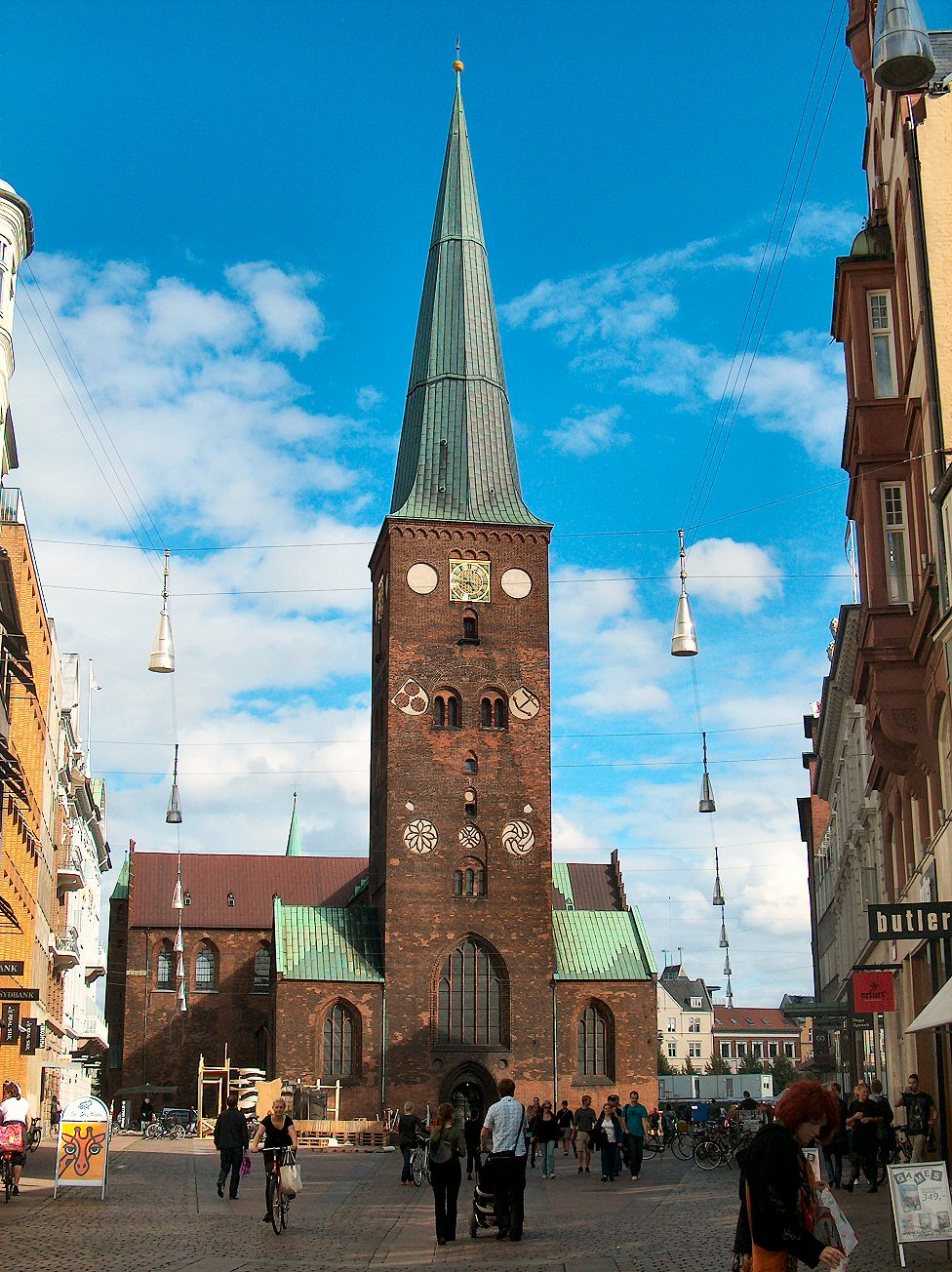
Domkyrkan.

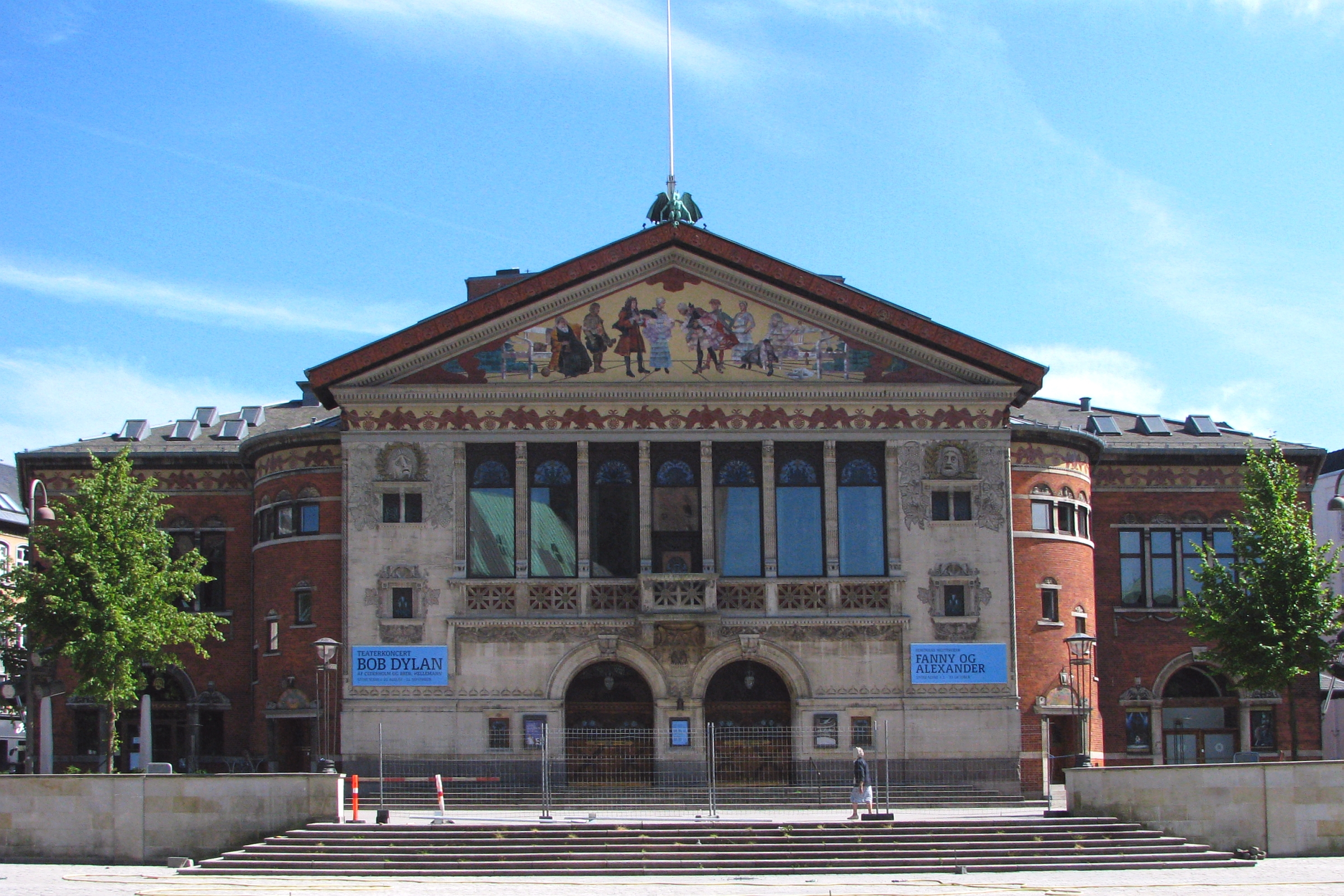
Aarhus Teater.

Århus (danska: Aarhus, fram till 1948 och enligt kommunalt beslut igen efter 1 januari 2011) är Danmarks näst största tätort, stad och kommun och ligger på mellersta Jyllands östkust, vid Århusbukten av Kattegatt. Staden ligger i Østjylland och ingår i Byregion Østjylland, en planeringsregion med cirka 1,4 miljon invånare. Av dessa bor cirka 330 000 i själva kommunen Århus (2016). Staden har en stor djuphamn.

## Historia
Århus äldsta spår av bebyggelse härrör från 900-talet. En glaspärla från slutet av 700-talet antyder att viss bebyggelse kan ha funnits inom stadens område även tidigare. Enligt legenden byggdes den första kyrkan av den danske sagokungen Frode. Kung Harald Blåtand gjorde Århus till ett biskopssäte år 948. Enligt legenden möttes Sven Estridsson och Magnus den gode i ett sjöslag utanför Århus 1043. Under kung Hardeknuts tid präglades mynt i Århus.
Under 900-talet anlades en vall runt staden som försvar. Staden låg då på norra sidan av ån mellan åmynningen och vadstället. Denna vall har efterhand befästs tills den varit upp till 20 meter hög. Denna vall grävdes bort så småningom för att ge plats när staden växte och idag vet man inte riktigt var den gick.
Under medeltiden fanns i Århus åtskilliga kyrkor, ett helgeandshus och två kloster. Dominikanerklostret (Sankt Nicolai kloster) grundlades mellan 1221 och 1246, medan Karmeliterklostret (Vor Frue Kloster) grundlades efter 1438. Ännu under 1500-talet var Århus en blomstrande stad, men under 1600-talet började tillbakagången.
Under 1600-talet blev staden ockuperad flera gånger av tyskar och svenskar. Staden kunde dock hämta sig tack vare exporten av korn till Norge, Lübeck, Nederländerna och England. Under 1700-talet skedde en nedgång och handeln minskade. År 1800 var Århus Jyllands tredje största stad men 1840 gick den om Randers och 1850 Ålborg.
Efter slaget vid Kolding 1849 ockuperades Jylland upp till Århus av preussiska trupper. År 1853 drabbades staden av kolera och 213 invånare avled. 
År 1862 öppnades järnvägen mellan Århus och Randers. Senare tillkom sträckningar till Langå, Struer och Fredericia. Århus blev en viktig knutpunkt för järnvägstrafiken på Jylland vilket också gynnades av att hamnen hade byggts ut.
1909 arrangerade Århus den nationella utställningen, Landsudstillingen. 1928 grundades Aarhus universitet och Aarhus Sporveje. 1929 färdigställdes centralstationen. Staden fortsatte att växa och 1937 invigdes den inre ringleden (Ring 1). Under andra världskriget ockuperades staden av tyska trupper. 1941 färdigställdes det nya rådhuset. Flera bombningar av staden ägde rum, bland annat Gestapos högkvarter bombades av Royal Air Force 1944. I maj 1945 ägde slutstrider rum mellan motståndsrörelsen och tyska trupper. Brittiska trupper befriade staden från den tyska ockupationen den 8 maj 1945.
1945 grundades Aarhus Flydedok. Under efterkrigstiden växte Århus och bland annat uppfördes Gellerup, en stor satellitförort på 60-talet. 1970 slogs Århus kommun samman med flera omkringliggande kommuner. 
2007 inleddes arbetet med att skapa den nya stadsdelen Aarhus Ø i den tidigare containerhamnen i Nordhavnen. 2012 följde ytterligare ett större stadsutvecklingsprojekt när CeresByen började byggas på det tidigare bryggerietområdet. 

### Kyrkor
Domkyrkan, Sankt Klemens kirke, byggdes under 1200-talet och var ursprungligen byggd i romansk stil. Under 1300- och 1400-talen byggdes den om i gotisk stil.
Nordost om domkyrkan byggdes 1102 kyrkan Sankt Olufs Kirke. Den kyrkan var av trä och rasade eller brann ner år 1548, men dess kyrkogård finns fortfarande kvar.
Dessutom finns en äldre domkyrka från 1060 kvar i staden, idag kallad Vor Frue Kirke.

### Etymologi
I Valdemar Sejrs jordebok från 1231 skrivs staden Arus medan det i isländska källor skrivs Aros eller plural Arósar (det nuvarande isländska namnet på staden). I Kristofer av Bayerns privilegiebrev från 1441 används formen Aarss. År 1406 används formen Aarhus vilket blev den allmänna under 1500-talet. Att Aarss har blivit Aarhus kan bero på tyskt inflytande. Under 1300-talet fanns formen Ar(e)husen (1340) i ett tyskt brev och 1432 skrevs formen Aarhus i ett tyskt brev.
Namnet består av ar, en genitivform av å (vattendraget) samt os, mynning, vilket ju också motsvarar stadens geografiska belägenhet där Århusån mynnar ut i Kattegatt.
Den 9 september 1948 beslutade byrådet att stadens namn ska skrivas Århus i samband med att bokstaven "å" infördes i danskan. Den 27 oktober 2010 beslöt vänstermajoriteten i byrådet att den gamla stavningen skulle återinföras.

## Klimat
Uppmätta normala temperaturer och -nederbörd i Århus:
|                                            | Jan  | Feb  | Mar  | Apr  | Maj  | Jun  | Jul  | Aug  | Sep  | Okt  | Nov | Dec  |
| ------------------------------------------ | ---- | ---- | ---- | ---- | ---- | ---- | ---- | ---- | ---- | ---- | --- | ---- |
| Normaldygnets maximitemperaturs medelvärde | 2,4  | 2,5  | 5,4  | 10,5 | 15,8 | 18,9 | 21,2 | 20,8 | 16,3 | 11,8 | 6,9 | 4,1  |
| Normaldygnets minimitemperaturs medelvärde | −2,7 | −2,8 | −0,9 | 1,2  | 5,5  | 9,2  | 11,3 | 11,1 | 7,8  | 5,0  | 1,5 | −0,9 |
|                                            |      |      |      |      |      |      |      |      |      |      |     |      |
| Nederbörd                                  | 60   | 41   | 48   | 42   | 50   | 55   | 67   | 65   | 72   | 77   | 80  | 68   |

| Diagram | temperaturer i °C • månadsnederbörd i mm | temperaturer i °C • månadsnederbörd i mm | temperaturer i °C • månadsnederbörd i mm | temperaturer i °C • månadsnederbörd i mm | temperaturer i °C • månadsnederbörd i mm | temperaturer i °C • månadsnederbörd i mm | temperaturer i °C • månadsnederbörd i mm | temperaturer i °C • månadsnederbörd i mm | temperaturer i °C • månadsnederbörd i mm | temperaturer i °C • månadsnederbörd i mm | temperaturer i °C • månadsnederbörd i mm | temperaturer i °C • månadsnederbörd i mm |
|         | 60 2 -3                                  | 41 3 -3                                  | 48 5 -1                                  | 42 11 1                                  | 50 16 6                                  | 55 19 9                                  | 67 21 11                                 | 65 21 11                                 | 72 16 8                                  | 77 12 5                                  | 80 7 2                                   | 68 4 -1                                  |

## Ekonomi

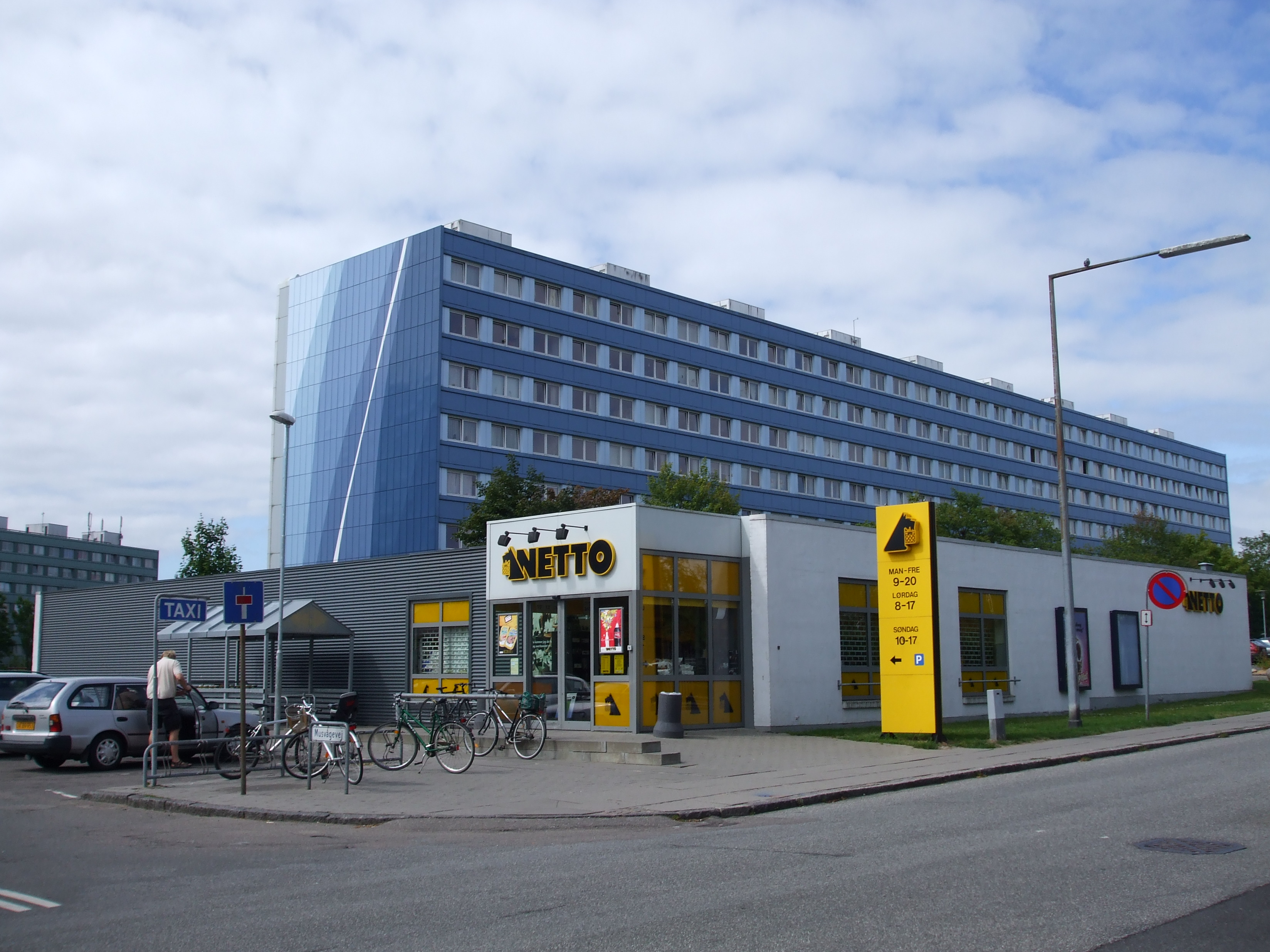
Netto i Århus.

Århus är en viktig industristad med tillverkning av bland annat livsmedel, maskiner, vegetabilisk olja och möbler. 
Varuhuset Salling som grundades i Århus lade grunden för en av Danmarks största detaljhandelsföretag, Salling Group med kedjor som Netto, Føtex och Bilka. Salling Group har sitt huvudkontor i förorten Brabrand. Ceres var tidigare ett stort bryggeri i staden men lades ned 2008. Inom detaljhandelssektorn har även Jysk sitt huvudkontor i Århus (Brabrand).
I Århus finns flera stora konsultbolag inom teknik och arkitektur: Aarsleff, C.F. Møller Architects, Cubo Architects och Arkitema.
Arla Foods har sitt huvudkontor i Århus. AAK (tidigare Århus Oliefabrik) är en stor producent av vegetabilisk olja. Det kommunala hamnbolaget, Aarhus Havn, är en stor verksamhet som en av de största hamnarna i Skandinavien.
Sportklädestillverkaren Hummel har sitt huvudkontor i Århus.
Danmarks största morgontidning, Jyllands-Posten, ges ut i Århus. Staden har flera köpcentrum, bland annat Bruun's Galleri.
Universitetet i Århus grundades 1928 och har 34 000 studerande.

## Sevärdheter

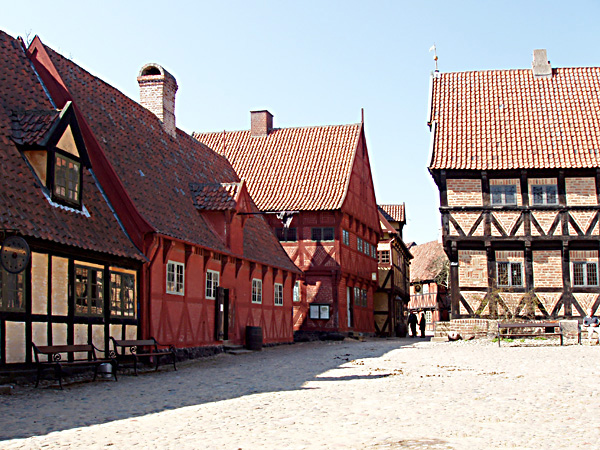
Torget i Den Gamle By.

Århus största sevärdhet är Den Gamle By, ett friluftsmuseum där det finns ett sjuttiotal äldre byggnader som får besökaren att känna sig placerad i en liten dansk stad för 100 år sedan. Bland annat finns där den medeltida domkyrkan i tegelgotik (se Århus domkyrka), liksom även den gamla kyrkan och tidigare domkyrkan Vor Frue Kirke. 
Strax utanför staden ligger Marselisborg Slott, drottningens sommarresidens, som stod färdigt 1902. Själva slottet är inte öppet för allmänheten, men parken är tillgänglig när inte kungafamiljen besöker slottet.

## Kultur

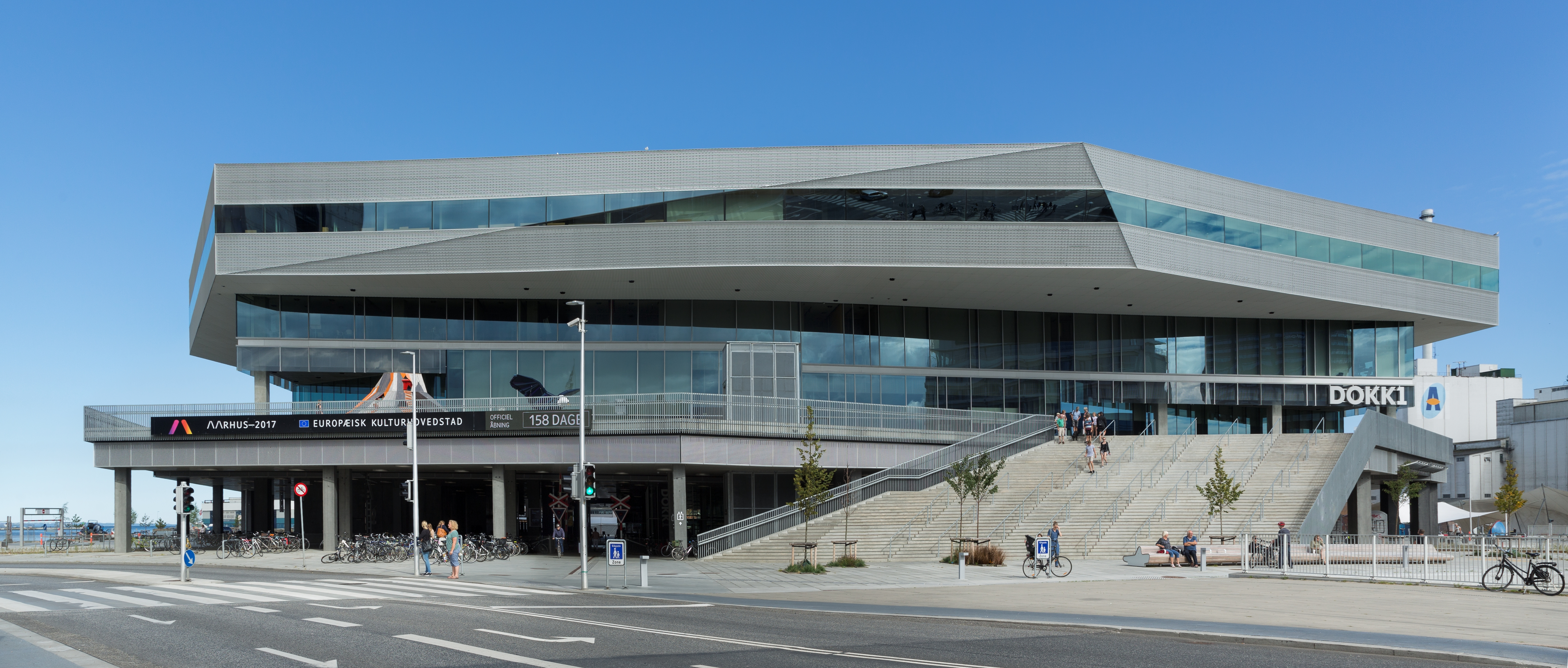
Dokk1

Dokk1 är Århus bibliotek och kulturhus. 
Ett av norra Europas största konstmuseer invigdes i Århus 2004, ARoS Aarhus Kunstmuseum.
Aarhus Teater invigdes 1900 och var Danmarks första provinsteater med fast skådespelarensemble.
Statsbiblioteket utgör tillsammans med Det Kongelige Bibliotek i Köpenhamn Danmarks nationalbibliotek.

## Geografi

### Byregion Østjylland
Århus är en del av ett större planeringsområde, Byregion Østjylland (andra benämningar: Den Østjyske Millionby eller Storaarhus) med ca 1,4 miljon invånare (2019) på 11 517 km². Denna definition, som fortfarande är under utveckling, gör anspråk på att beskriva en storstadsregion med Århus som centralort. Byregion Østjylland omfattar landsdelen Østjylland samt ytterligare några kommuner ända ned till Haderslev, 130 km söderut. Befolkningstätheten i regionen är ca 122 invånare/km². Byregion Østjylland består av de två områdena Business Region Aarhus i norr och Trekantområdet i söder. Benämningen Storaarhus (da) kan även syfta på ett betydligt mindre område nära Århus.

### Förorter
Bland förorter till Århus finns Brabrand, Gellerup och Lystrup.

## Infrastruktur

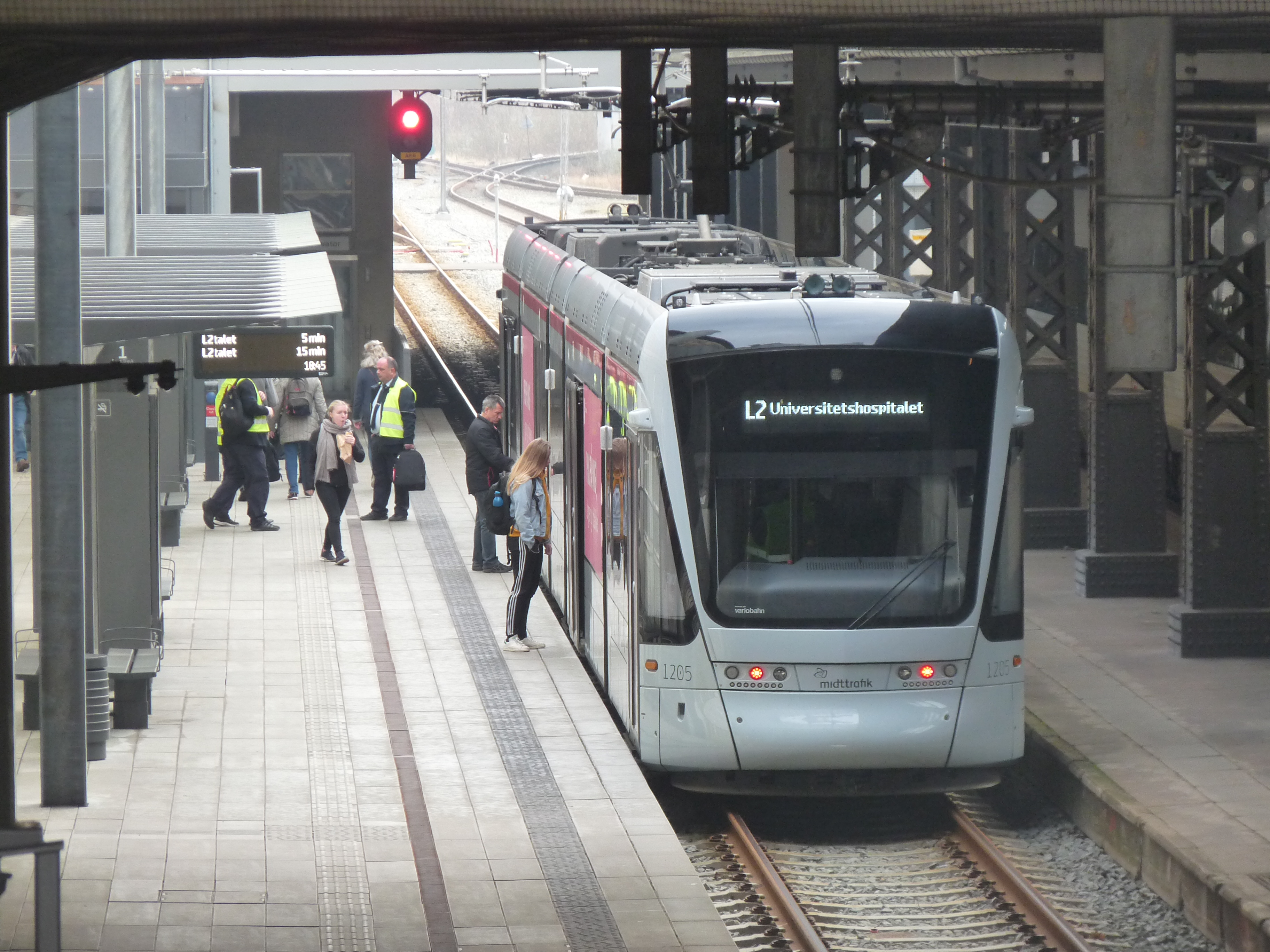
Aarhus Letbane.

Aarhus Letbanes första del mellan Aarhus H (centralstationen) och Universitetshospitalet öppnades den 21 december 2017 På längre sikt finns planer på ytterligare sträckor inom Århus och i den omgivande regionen Mittjylland. 

## Sport
Fotbollslaget AGF Århus spelar sina hemmamatcher på Ceres Park. 
Aarhus Studenternes Volleyforening har blivit danska mästare i volleyboll flera gånger på damsidan medan SK Århus blivit  danska mästare i volleyboll en gång på herrsidan.